# Oblężenie Cahir Castle
Oblężenie zamku w Cahir – oblężenie, które miało miejsce w roku 1599 w trakcie irlandzkiej wojny dziewięcioletniej (1594–1603). Zamek uchodził za jedną z najtrudniejszych do zdobycia twierdz zajmowanych przez wojska irlandzkie.

## Earl of Essex w Irlandii
Po wejściu do Irlandii w kwietniu 1599 r. znacznej liczby wojsk angielskich pod wodzą Roberta Devereux (16 000 ludzi i 1300 koni), a następnie zajęciu Dublina, początkowo nie dochodziło do większych walk. Devereux unikał na północy kraju konfrontacji z oddziałami rebeliantów Hugh O’Neilla (2 Earl of Tyrone), koncentrując swoją uwagę na zajęciu terenów południowych. Miało to zapobiec desantowi wojsk wspierającej Irlandczyków Hiszpanii.
W trakcie marszu przez prowincję Munster Anglicy odebrali kapitulację Derrinlaur Castle nad rzeką Suir. Kolejnym celem stał się zamek w Cahir leżący po drodze wzdłuż rzeki. Dla każdej armii próbującej atakować zamek od zachodniej strony jego zdobycie było mało realistyczne. Cahir Castle zbudowany został na skałach w środku rzeki i z uwagi na swoje umocnienia (6 wież obronnych) i grube mury uchodził za twierdzę nie do zdobycia.
Zamek był własnością irlandzkiego szlachcica, lorda Cahir, a jego obroną dowodził brat lorda James Galdie. Jeszcze przed upadkiem Derrinlaur Castle, Devereux obwinił Cahira o współpracę z rebeliantami pod wodzą Edmunda Fitzgibbona (zwanego The White Knight). Jednak gdy tylko Anglicy wymaszerowali z miasta Clonmel, Cahir zapowiedział poddanie twierdzy, gdy tylko ci dotrą w pobliże zamku.

## Oblężenie
Rankiem dnia 25 maja Devereux podzielił swoje siły na 3 części. Siły główne zebrały się w odległości 1 mili od Clonmel, a artyleria podeszła pod rzekę. Przy fatalnej pogodzie działa przetransportowano około 10 mil pod zamek w Cahir pod osłoną jazdy. Następnie Devereux na czele sił głównych wyruszył pod twierdzę i w odległości 1 mili od zamku założył obóz.
Lord Cahir wraz z Henrym Danversem (generałem kawalerii) wysłani zostali tymczasem do Galdiego, chcąc go nakłonić do poddania twierdzy. Tutaj jednak lord został zwymyślany przez swojego brata, który odesłał go z niczym. Po nieudanej misji Cahir obiecał Anglikom dalsze rozmowy, Devereux był jednak już zdecydowany szturmować zamek, po czym nakazał Cahira i jego żonę trzymać pod strażą.
Powołano radę wojenną w której uczestniczył m.in. Thomas Butler (10 Earl of Ormond). Żołnierze nie mieli wystarczającej ilości prowiantu, pogoda była bardzo zła a zalane wokoło pola uprawne groziły wybuchem epidemii. Dodatkowo Anglicy obawiali się mającej jakoby nadciągnąć armii 5000 rebeliantów. Wobec tego szybko wydano rozkaz dostarczenia amunicji z miasta Waterford a żywność miano pozyskać w okolicznych wioskach i miasteczkach.
Wieczorem Devereux wraz z George Binghamem (biorącym udział w oblężeniu Maguire Castle w roku 1594) podeszli pod zamek. Zdecydowano się na atak ze wschodu, gdzie można było wykopać doły strzelnicze i postawić działa.
W sobotę 26 maja straż przednia Anglików wsparta batalionem głównym oszańcowała się po wschodniej stronie od zamku. Tego samego dnia artyleria i reszta sił po dotarciu na miejsce, rozpoczęła przygotowania do ostrzału, który nastąpił rankiem 27 maja. Już jednak po dwóch salwach, działa angielskie uległy uszkodzeniu. Oddano 50 strzałów, mówiono też, że w trakcie ostrzału lord Cahir wraz z żoną mocno przeżywali atak.
Wieczorem 27 maja, naprawione działa ponownie gotowe były do ostrzału, udało się nawet przybliżyć je do zamku. Kanonadę kontynuowano od rana dnia następnego. W końcu dokonano wyłomu w murze po wschodniej stronie, po czym szykowano się do szturmu, który miał nastąpić kolejnego dnia. W nocy w pośpiechu przygotowywano sprzęt oblężniczy i ładunki wybuchowe (żelazne puszki wypełnione prochem) do wysadzania bram. Piechota została dodatkowo dozbrojona.
W nocy rebelianci próbowali ucieczki z zamku, plan ten nie powiódł się jednak. Cztery kompanie weteranów z Flandrii zabiły około 80 powstańców. James Galdie na czele kilku ludzi zbiegł jednak chowając się za młynem. Po ucieczce dowódcy, Anglicy zajęli już bez walki cały zamek.
Rankiem 29 maja, Devereux wkroczył do zamku, nakazując jego zajęcie 100 ludziom pod wodzą George Carewa. Armia główna do 31 maja pozostała w okolicy zamku, jedynie rannych i zabitych odtransportowano wcześniej do Clonmel. Droga do Munsteru dostała się pod kontrolę angielską.
W roku 1600 zamek dostał się ponownie pod kontrolę rebeliantów (60 ludzi pod wodzą Jamesa Butlera) bez jednego wystrzału. Dopiero po groźbach interwencji, twierdzę oddano pod władanie George Carewa.